# Argyrophylax nigribarbis
Argyrophylax nigribarbis är en tvåvingeart som först beskrevs av Baranov 1934. Argyrophylax nigribarbis ingår i släktet Argyrophylax och familjen parasitflugor.
Artens utbredningsområde är Myanmar. Inga underarter finns listade i Catalogue of Life.